# Морчіано-ді-Романья

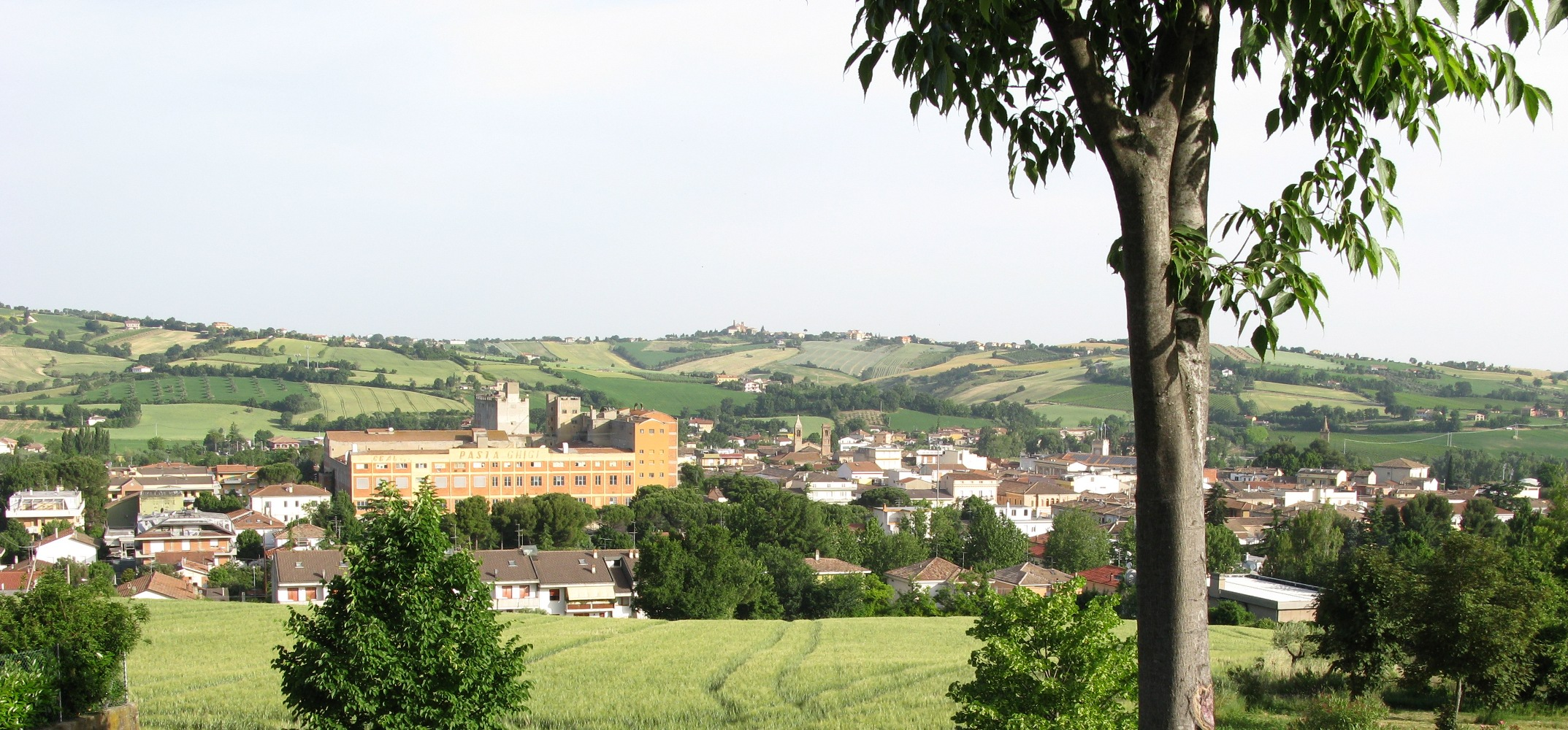
Морчіано-ді-Романья

Морчіано-ді-Романья (італ. Morciano di Romagna) — муніципалітет в Італії, у регіоні Емілія-Романья,  провінція Ріміні.
Морчіано-ді-Романья розташоване на відстані близько 230 км на північ від Рима, 125 км на південний схід від Болоньї, 17 км на південний схід від Ріміні.
Населення — 7026 осіб (2014).
Щорічний фестиваль відбувається 29 вересня. Покровитель — святий Архангел Михаїл.

## Демографія
Населення за роками:

Станом на 1 січня 2023 року в муніципалітеті офіційно проживав 751 іноземець з 47 країн, серед них 154 громадяни країн Євросоюзу та 65 громадян України.

## Сусідні муніципалітети
- Монтефйоре-Конка
- Салудечо
- Сан-Клементе
- Сан-Джованні-ін-Мариньяно